# Publius Plautius Pulcher
Publius Plautius Pulcher (* um 6 n. Chr.; † zwischen 48 und 54 n. Chr.) war ein römischer Politiker der frühen Kaiserzeit.
Plautius Pulcher, ein Mitglied der plebejischen gens Plautia, war der jüngste Sohn des Marcus Plautius Silvanus, ordentlicher Konsul im Jahr 2 v. Chr., und seiner Ehefrau Lartia. Er hatte drei ältere Geschwister: Marcus Plautius Silvanus, der 24 n. Chr. die Prätur bekleidete, Plautia Urgulanilla, die erste Ehefrau des späteren Kaisers Claudius, und den früh verstorbenen Aulus Plautius Urgulanius. Seine Ehefrau Vibia war eine Tochter des Gaius Vibius Marsus, Suffektkonsul 17 n. Chr.
Unter Tiberius (14–37 n. Chr.) machte der junge Plautius Pulcher als Schwager des Kaiserneffen Claudius und Onkel seines ältesten Sohnes Claudius Drusus schnell Karriere: Er gehörte zum Freundeskreis von Drusus Caesar, einem Großneffen des Kaisers, war tresvir monetalis (Münzmeister), im Jahr 31 als Kandidat des Kaisers Quästor, 33 Volkstribun und 36 praetor ad aerarium. Die Skandale um seine älteren Geschwister in den 20er Jahren – sein Bruder Marcus tötete sich selbst, nachdem er wegen der Ermordung seiner Frau Apronia angeklagt worden war, und Claudius ließ sich wegen Ehebruchs und Mordverdachts von seiner Schwester Urgulanilla scheiden – scheinen seinem Fortkommen nicht geschadet zu haben.
Unter Caligula (37–41) und zu Beginn der Herrschaft des Claudius (41–54) bekleidete Plautius Pulcher dann allerdings offenbar keine Ämter mehr. Erst im Zusammenhang mit der Reaktivierung des Zensorenamtes durch Claudius und Lucius Vitellius 47/48 kam er zu neuen Ehren: Er wurde in den Patrizierstand erhoben, zum Augur und zum curator viarum sternendarum (zuständig für den Straßenbau) ernannt und verwaltete schließlich als Proprätor für einige Zeit die Provinz Sicilia. Das Konsulat, den Höhepunkt der römischen Ämterlaufbahn, erreichte er im Gegensatz zu seinem Vater und anderen Verwandten wie Quintus Plautius oder Tiberius Plautius Silvanus Aelianus nicht.
Publius Plautius Pulcher starb vor 54 und wurde zusammen mit seiner Frau Vibia bei seinen Eltern und seinem Bruder Aulus Plautius Urgulanius im Familienmausoleum an der Via Tiburtina bestattet.